# حي الضباط (أم درمان)
حيّ الضباط هو حي سوداني يقع في ولاية الخرطوم مدينة أم درمان وهو حي عريق وقديم في أم درمان
الموقع
يحد الحي شمالا و شرقا خور أبوعنجة ومن الجنوب حي بانت شرق ومن الغرب شارع الاربعين

## التسمية
- هنالك روايات عديدة عن تسمية الحي منها أن التسمية جاءت حسب رواية [الحاجة مريم فضل المولى] لـصحيفة ‹الانتباهة› والملقبة [بكباشية] وهي إحدى بنات مؤسسي الحي. وُلدت فيه في العام 1922م وهي زوجة حفيد السلطان علي دينار واسمه زكريا سيف الدين علي دينار، الصول عبد المجيد سرور.
- تأسس حي الضباط في العام 1916م بمجموعة من الضباط قد تكون أسماء البعض معروفة لدى الكثير من الناس منهم (مطر سليمان وشناوي وعبد الفراج والله جابو وعبد الفضيل الماظ وسالم أمين وسالم بشير وسعد النور).
- وهم عبارة عن سرية أو كتيبة مقسمة إلى عدة أقسام تسمى الأورطة ‹عشرجي› حكومة سودانية و‹تسعجي› أورطة حكومة مصرية قوة الدفاع وخمسة ‹عشرجي› أورطة حكومة سودانية.
- الأورطة هي مجموعة من الضباط تُعرف بالسرية، أن هذة المجموعة من الضباط يتم تجنيدهم من قبل الحكومة بالجيش منذ نعومة أظفارهم من مختلف ولايات السودان ومختلف القبائل،
- القوة ‹عشرجي أورطة› حكومة سودانية هي القوة التي قامت بضرب الفاشر في نوفمبر من العام 1916م بأوامر من الحكومة الإنجليزية وقتلت السلطان علي دينار مُنهية بذلك سلطنته التي امتدت منذ العام 1898م ــ 1916م
- بعد تلك المعركة تم تسريح العديد من الضباط بأوامر من الحكومة، وبعد فترة الاستقلال في العام 1959م تم تسريح جميع الضباط من الحكومة السابقة والتي شملت ضباط الحي جميعهم ولكن ظل اسم الحي يُطلق على تلك المنطقة إلى يومنا هذا.

## تاريخ الحي
الحي يُعتبر مزيجًا بين الحديث والقديم من حيث طراز المباني والذي يشمل البناء القديم الذي يستخدم فيه الطين اللبن والبناء الإغريقي المعروف بكبر مساحة المنزل والبناء المرتفع إضافة للبناء الحديث بمختلف أشكاله والذي بدأ ينتشر منذ العام 1940م.
- يضم الحي العديد من القبائل من مختلف الولايات حيث شهدت السنوات الأخيرة دخول أعداد كبيرة من الأجانب كالأحباش والإريتريين والبنقلاديش وحسب آخر إحصائية بلغ عدد السكان بالحي 6000 شخص فيما بلغ عدد المنازل 670 منزلاً.
- معظم مساحة المنازل بالحي تبلغ 300 متر مربع، وأصبح من الأحياء المرغوبة، فاليوم تراوح سعر المتر ما بين »800« جنيه إلى »1000« جنيه.
- وخلال السنوات الماضية سكن بالحي عددٌ كبير من أبناء اليمن جلهم يعملون بالمحلات التجارية (الدكاكين) بالحي والأحياء المجاورة حيث سكن العديد منهم مع أبناء الحي وعاشوا في ترابط اجتماعي ولكن خلال فترة الرئيس عبود وبعد ثورة اليمن في سبتمبر من العام 1961م عاد عددٌ كبير منهم إلى اليمن وتبقى عدد قليل ومن تلك الأسر أسرة حاج أحمد اليمني والتي استقرت بالخرطوم(3) وأسرة حسين ناصر وصالح مصلح.

## أهم الشخصيات
من أهم الشخصيات التي تُعتبر بارزة والمؤسسة للحي
- عبد الفضيل الماظ، أنه أحد الضباط المعروفين فقد شارك بمعركة الخرطوم في العام »1924« واستشهد بها والتي جاءت على خلفية طرد الجيش المصري من قبل الجيش الإنجليزي حيث تضامن العديد من الضباط مع الجيش المصري وشارك عددٌ من الضباط من الحي بالمعركة حيث استشهد العديد منهم، وأيضًا من الأسر المشهورة بالحي
- أسرة مأمون الفيل ووالده يسمى حسين إلى أن الفيل لقب يُطلق على العائلة وهو قاضٍ مشهور، بجانب ذلك أخوه محمد المفتي وهو مفتي السودان آنذاك، ومن الشخصيات التي لمعت بالحي خلال السنوات الأخيرة
- اسرة ادم عباس حامد واولاده قيس ومحمد وعادل ونادر ومرتضي ومحتبي واسرة الشيخ ادم عباس معلم القران الكريم بالقرب من دكان قاسم الدومة وابناءه كمال وجلال ومحمد حلبية لاعب حي الضباط واسرة القاضي عبد الله والد كاسترو وأنور وحامد تمبوش وال كريازي وال العالم صديق وعمر كوجاك وال الحنان ودكان احمد الياس والدسوقي وال حمدون طارق ومعتصم
- دكتورة خالدة زاهر، والمعروف أنها أول طبيبة سودانية وُلدت ونشأت بحي الضباط، والدها الضابط زاهر السادات وقد تخرجت في كلية الطب عام »1952«، ومن الشخصيات التي لمعت في مختلف المجالات
- الكابتن »حسنين جمعة« لاعب المريخ وعوض مطر لاعب الموردة وعوض دوكة
- صلاح النور مطر مدير شرطة الخرطوم سابقًا وصديق العالم رئيس ألعاب القوى السابق،
- والشاعر اللواء جلال حمدوني، كما سكن الحي مؤخرًا العديد من الشخصيات المعروفة كالفنانة حواء الطقطاقة.

## أهم معالم الحي
من المعالم البارزة بالحي:
- أول معهد للموسيقي والمسرح بالسودان.
- ضريح الشيخ الكوري: ويضم مقابر ثلاثة أشقاء وهم (الشريف إسماعيل وأحمد غالب والشريف الحبيب) إخوة الشريف محمد المكاوي من قبيلة الأشراف، وأن سبب دفنهم في تلك المنطقة من العادات والاعتقادات السائدة في السابق لا يتم دفن الأولياء والصالحين بالمناطق البعيدة بل يتم دفنهم بفناء المنزل أو داخل المسيد والخلوة، واصبحت عادة بين أهل الحي بالتبرك بالضريح وزيارته ووضع الهبات بالمقبرة، وراجت مقولة بين الجميع [الكوري البلحق فوري] في قضاء الحاجات كالزواج والولادة وغيرها، وفي السابق كان أهل الحي يقومون بطواف العرسان وأبناء الختان بهدف التبرك بالضريح.
- نادي حي الضباط الثقافي: والذي أُنشئ في العام 1943م.
- مسجد الذاكرين: وهو الجامع الوحيد بالحي والذي أنشئ حديثًا في العام 2004م .
- في السابق كانت هنالك مدرسة حي الضباط أساس ولكن خلال فترة خريف العام 1988م تحطمت ولم يتم ترميمها.
- مدرسة حي الضباط التجارية الوسطى والتي تم تأسيسها من قبل عائلة (سوميت) وتم إلغاؤها مؤخرًا لأسباب عديدة.

## الترابط الاجتماعي
الحي امتاز بالترابط الاجتماعي منذ زمن بعيد كعادة أهل السودان حيث انتشرت [النفاجات] بين المنازل بالحي ويستخدم لزيارة الجيران بين بعضهم البعض دون تكلف وعناء الدخول من الباب الرئيس وهو عادة سودانية جميلة.
- ولكن خلال السنوات الأخيرة انتهت هذه الظاهرة بالرغم من ترابط الجيران مع بعضهم البعض.
- امتاز أهل الحي في تلك الفترة بحب المديح والذكر وينتمي العديد منهم للمشايخ والطرق الصوفية حيث تقوم الأسر بزيارة المشايخ والضرايح في فترة الأعياد، ولكن هذه العادة قلت خلال الفترة الأخيرة.
- ويُعتبر الآن الحي من الأحياء الشعبية التي تمتاز بكثافة سكانية كبيرة متنوعة متداخلة يمتزج فيها الحديث بالقديم كسائر أحياء أم درمان المختلفة والتي يفوح منها عبق التاريخ.